# Embia silvestrii
Embia silvestrii is een insectensoort uit de familie Embiidae, die tot de orde webspinners (Embioptera) behoort. De soort komt voor in Algerije.
Embia silvestrii is voor het eerst wetenschappelijk beschreven door Davis in 1940.